# Rotaria (bisdom)

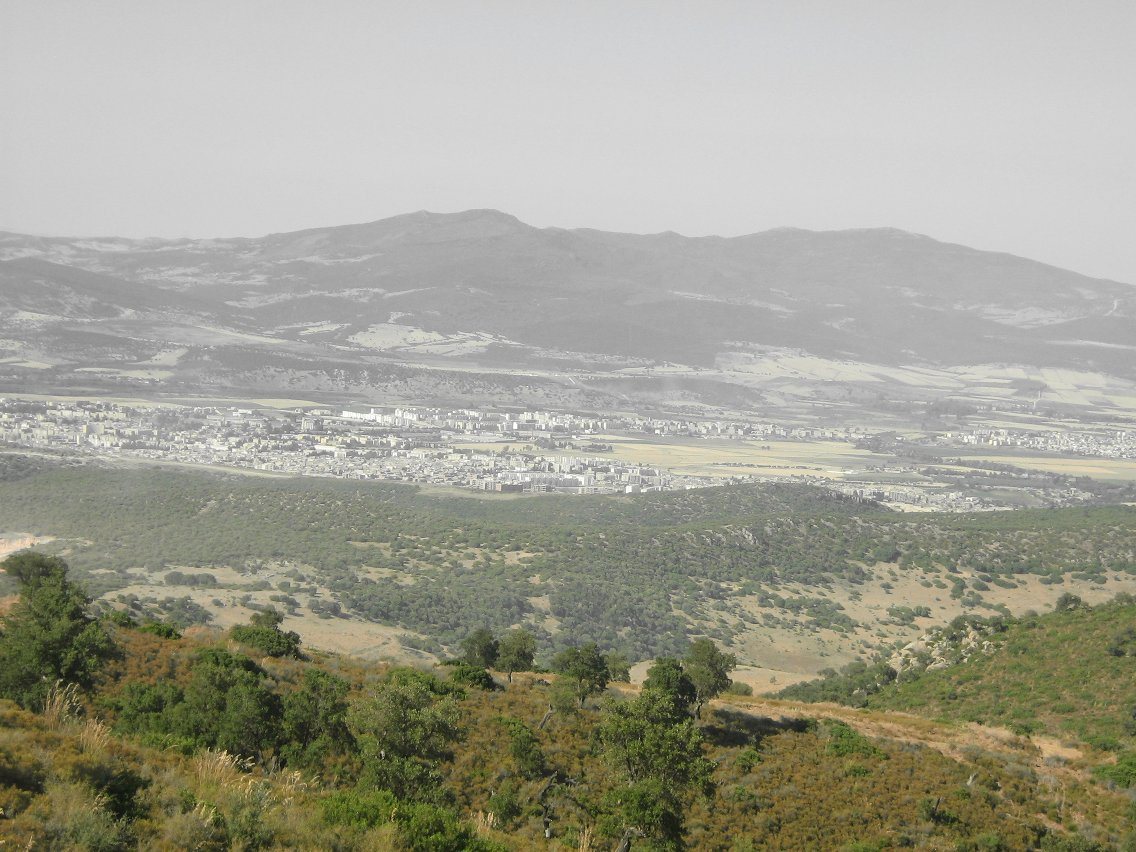
Provincie Guelma in Algerije

Rotaria (Latijn: Dioecesis Rotariensis) was een Romeinse handelsstad in wat vandaag de archeologische site Henchir-Loulou is. Rotaria lag in wat vandaag de Algerijnse provincie Guelma is. De stad behoorde tot de Romeinse provincie Numidia. 
Nadat keizer Constantijn het christendom toeliet in het Romeinse Rijk, richtten christenen het bisdom Rotaria op. Het bisdom hing af van het bisdom Cirta. Cirta was een welvarende stad in Numidië en droeg ook de naam Constantine naar keizer Constantijn; vandaag is de Arabische naam Qacentina. Twee bisschoppen zijn beschreven in Rotaria tijdens de Romeinse periode: Felix en Victor. Felix (4e eeuw) was een traditor of verrader, namelijk iemand die voordien het christendom had afgezworen tijdens de christenvervolgingen van Diocletianus. Met keizer Constantijn keerde Felix tot het christendom terug. Donatisten zagen Felix en ook gelijkaardigen als verraders van het christendom. Bisschop Victor (5e eeuw) daarentegen was een donatist. Kort na het bestuur van bisschop Victor vielen de Vandalen binnen in Numidië (5e eeuw).
Na de Vandalen kwam Rotaria in handen van de Byzantijnen (6e-7e eeuw). Rotaria was 2 eeuwen lang een Byzantijns bisdom. Nadien veroverden Berbers, Arabieren en Ottomanen de stad en was het bisdom onbestaande.
In de 20e eeuw bepaalde paus Paulus VI dat Rotaria een titulair bisdom was van de Roomse kerk. In de 20e eeuw droegen 6 bisschoppen de titel van bisschop van Rotaria. Deze eeuw droeg Ivan Šaško de titel toen hij in functie trad als hulpbisschop van Zagreb in Kroatië.